# リザ・ギンズブルグ
リザ・ギンズブルグ（Lisa Ginzburg, 1966年10月25日 - ）は、イタリア・ローマ生まれの作家、翻訳家。現在はパリ在住。

## 人物・作品
小説家のナタリア・ギンズブルグを祖母に、歴史家のカルロ・ギンズブルグを父に、同じく歴史家のアンナ・ロッシ＝ドリアを母に持つ。ローマ大学サピエンツァの哲学部を卒業したのち、ピサの高等師範学校で大学院を修了、17世紀フランス神秘主義を研究する。現在はパリに在住。
アレクサンドル・コジェーヴの『ユリアヌス帝とその著述技法』、シェイクスピアの『恋の骨折り損』などの翻訳を手掛けるほか、日刊紙『メッサッジェーロ』や雑誌『ドムス』などに寄稿。祖母である小説家ナタリア・ギンズブルグの『自分を語るのは難しい』（1999年）をチェーザレ・ガルボリとともに編纂した。イタリア各地の市場を取材した『市場―モノを売るイタリア紀行』（2001年）、ブラジルのバイーア州サルバドールについての『マリーア・バイーア』（2007年）といったルポタージュや、イタリア統一の英雄ガリバルディの妻の伝記『アニータ・ガリバルディの物語』（2005年）などを執筆している。
フィクションとしては、長篇小説『嵐を願っていた』（2002年）、短篇集『羽ばたき』（2006年）、長篇小説『愛のために』（2016年）、短篇集『穏やかな人ほど残酷』（2016年）などがある。近年は、シェリー夫人のフランケンシュタイン論『純粋な創作』(2018年）や、国外在住者としてイタリアを回想するエッセイ『こんにちは真夜中、私は家に帰る』（2018年）などを発表している。

短編「隠れた光」は、アンソロジー「どこか、安心できる場所で　新しいイタリアの文学」（国書刊行会, 2019年10月刊）　に所収されている。